# مارگریت ای. نایت
مارگریت ای. نایت (انگلیسی: Margaret E. Knight؛ ۱۴ فوریه ۱۸۳۸ – ۱۲ اکتبر ۱۹۱۴) مخترع، و کارآفرین اهل ایالات متحده آمریکا بود. عمده شهرت او به دلیل اختراع پاکت کاغذی است. او را «مشهورترین مخترع زن سده ۱۹ میلادی» و «ادیسون زن» می‌نامند.

## زندگی
او در ۱۴ فوریه ۱۸۳۸ در شهر یورک ایالت (مین) به‌دنیا آمد. پس از مرگ پدرش در جوانی او به منچستر، نیوهمپشایر نقل مکان کرد. او تحصیلات مقدماتی را کسب کرد اما برای کار به همراه خانواده، تحصیل را نیمه‌تمام گذاشت. در ۱۲ سالگی شاهد حادثه‌ای برای یک کارگر بود و پس از آن، طی چند هفته ترمز ایمنی خودکاری اختراع کرد که به محض برخورد با مانع، دستگاه را از کار بیندازد. مشکلاتی که برای سلامتی او پیش آمد، او را از ادامه کار در کارخانه پنبه بازداشت.

## دوران حرفه‌ای
نایت در ۱۸۶۷ به اسپرینگفیلد، ماساچوست رفت و در کارخانه پاکت‌سازی کلمبیا استخدام شد. او در ۱۸۶۸ ماشینی اختراع کرد که کاغذ را تا می‌کرد و چسب می‌زد تا پاکت کاغذی با کف چهارگوش بسازد؛ پاکت‌هایی که برای خرید کنندگان امروزی از فروشگاه‌ها، آشناست. او مدلی چوبی از دستگاه ساخت اما برای ثبت اختراعش، نیاز به مدل فلزی داشت. چارلز آنان که در کارگاهی که مدل فلزی اختراع نایت را می‌ساخت، کار می‌کرد، طراحی او را دزدید و اختراع را به نام خودش ثبت کرد. نایت علیه او اقامه دعوا کرد و پس از پیروزی در دادگاه، در ۱۸۷۱ اختراع به نام او ثبت شد.

## پایان زندگی و میراث
نایت هیچگاه ازدواج نکرد و در ۱۲ اکتبر ۱۹۱۴ در ۷۶ سالگی درگذشت.
پلاکی نصب‌شده در فرامینگهام، ماساچوست او را «اولین زنی که گواهی ثبت اختراع به نامش ثبت بود» و دارنده ۸۷ گواهی ثبت اختراع در آمریکا معرفی کرده‌است. البته نایت اولین زن دارای گواهی ثبت اختراع نبود و مری کیس و هانا اسلاتر نیز چنین افتخاری را کسب کرده‌اند.
نام او در سال ۲۰۰۶ در تالار ملی مشاهیر مخترع ثبت شد. ماشین پاکت‌سازی اولیه او در مؤسسه اسمیتسونین در واشینگتن دی. سی قرار دارد.